# Marie-Mai
Pour les articles homonymes, voir Bouchard.
Marie-Mai Bouchard est une auteure-compositrice-interprète québécoise, née le 7 juillet 1984 à Varennes, sur la rive-sud de Montréal.
Elle se fait connaître grâce à l'émission Star Académie à l'hiver 2003. Par la suite, elle lance sa carrière avec son premier album Inoxydable. Elle sort ensuite d'autres albums dont Dangereuse attraction, Version 3.0, Miroir, M ainsi que Elle et moi. Ils sont tous certifiés platine sauf M qui est certifié or, et Elle et moi, à succès moindre. En 2011, Marie-Mai collabore avec le groupe Simple Plan sur la chanson bilingue Jet Lag.
En 2010, elle a chanté lors de la cérémonie de clôture des Jeux olympiques de Vancouver. Elle a également fait en tout 29 représentations au Centre Bell dont douze dans le cadre de sa carrière solo. À l'occasion de la 100e représentation de la tournée Miroir, elle sort le film Marie-Mai Live Au Centre Bell - Traverser Le Miroir, sorti en salle le 11 juillet 2014. Il a été certifié or peu de temps après.

## Biographie

### Enfance
Son premier contact avec la musique s'est fait à travers le piano. À l'âge de cinq ans Marie-Mai joue ses propres compositions au piano. Par la suite, elle commence à chanter. Elle étudie à l'école secondaire Le Carrefour à Varennes, puis à l'école secondaire De Mortagne à Boucherville, elle développe son intérêt pour le chant à la fin de ses études, lors d’un spectacle de fin d’année auquel elle participe. Elle s'inscrit ensuite dans une école pour perfectionner le chant (École de chant Johanne Raby).
Un peu plus tard, elle se fait remarquer par le producteur de Mixmania qui la trouve talentueuse, mais il ne peut pas retenir sa candidature puisqu'elle a déjà atteint l'âge de 18 ans. Au même âge sa grand-mère l'incite à participer à la télé-réalité Star Académie 2003. Retenue à l'audition, Marie-Mai se fait remarquer à la première ronde par son style particulier de pop rock. Lors de la demi-finale, Marie-Mai interprète la chanson Salaud de Luc Plamondon. Elle perd contre Marie-Élaine Thibert. Avec la tournée Star Académie, elle fait 17 fois le Centre Bell.
Une fois la participation à Star Académie terminée, l'auteur de la chanson, Luc Plamondon, collabore aux premiers textes de Marie-Mai. C'est également celui-ci qui convainc la chanteuse d'écrire ses propres chansons. Plamondon et Marie-Mai ne cosignent d’ailleurs jamais une chanson.

### Vie privée
Elle annonce la fin de sa relation de 11 ans avec le musicien et réalisateur Fred St-Gelais le 7 janvier 2016. Marie-Mai en fait l'annonce dans un message sur sa page Facebook. « Aujourd'hui nos chemins se séparent et j'en assume la pleine responsabilité mais je ne perds pas de vue tout ce qu'on a fait ensemble et tout ce qu'on a été. »
En 2016, elle commence une relation de couple avec le musicien David Laflèche. Elle donne naissance à leur fille, Gisèle, le 15 février 2017.
À partir de septembre 2020, elle anime l'émission Chez Marie-Mai sur Canal Vie. Les téléspectateurs suivent ainsi le processus de rénovation de sa nouvelle maison, qu’elle habite sans son compagnon David Laflèche.
En 2020, durant la vague de dénonciation, elle fait entendre sa voix en racontant une agression sexuelle qu'elle aurait vécu à l'âge de 17 ans.
En septembre 2022, elle et David Laflèche annoncent leur séparation.

## Carrière

### Inoxydable(2004-2006)
À l'été 2004, en attendant son premier album, elle participe à la version québécoise de la comédie musicale Rent, dans le rôle de Mimi. Les critiques sont positives à son égard.
Son premier album, Inoxydable, lancé en septembre 2004 au Québec, puis en 2006 en France, s'est vendu à plus de 120 000 exemplaires et a été certifié platine au Canada. Les chansons Il faut que tu t'en ailles et Encore une nuit sont particulièrement populaires auprès des adolescent(e)s québécois(es) et elle reprend Seule à Montréal, une chanson composée par son père vers 1980. Encore une nuit est sa première composition écrite directement en français (paroles et musique), elle qui avait l'habitude d'écrire en anglais et traduire par la suite.
La tournée Inoxydable commence en avril 2005 au Québec. À l'été 2005, elle clôt les FrancoFolies de Montréal devant moins de 50 000 personnes. Elle remporte à l'été 2006 son premier prix en carrière à KARV l'anti.gala, voté par les ados, pour le look le plus cool de l'année.[réf. nécessaire] En septembre 2006, Marie-Mai gagne son premier prix en sol français. Elle remporte le concours TALENT - M6 qui lui assure un passage à l'émission télé Hit Machine.

« Je n'ai jamais gagné de concours. J'étais toujours celle qui se rendait loin sans être la première. J'étais loin de croire que je gagnerais, surtout sur un autre continent »

— Marie-Mai, au lendemain de sa victoire du concours français
Elle va chercher son trophée à l'émission Hit Machine et y interprète Encore une nuit. Grâce à cette émission, elle commence à être connue en France. Peu après, elle assure la première partie de 20 spectacles de Garou en Europe (Suisse, Monaco, Allemagne), et exécute sept chansons dans une prestation de moins de 30 minutes avant l'entrée sur scène de Garou. Elle se produit également en solo, au Bataclan de Paris pour conclure son voyage en Europe.

### Dangereuse attraction(2007-2009)
Son deuxième album, majoritairement composé par Fred St-Gelais et elle-même, est intitulé Dangereuse attraction. Sorti le 28 août 2007 au Québec, elle participe à toutes les étapes de production, coécrit paroles et musiques. Le lancement a lieu sur la scène du Jardin des Étoiles à La Ronde et, profitant de l'occasion, le manège Goliath est renommé Dangereuse attraction. Les extraits Qui Prendra ma place, Mentir et Emmène-moi rencontrent un accueil favorable auprès du public et des radios. Ces extraits se voient accéder aux premières places des Tops 25 Pop Rock BDS et/ou correspondants. En janvier 2008, la tournée, qui se nomme Dangereuse attraction live, débute avec plus de 70 dates à travers le Québec devant plus de 51 000 spectateurs, dont ses 2 premiers Centre Bell en solo, à guichets fermés. La dernière représentation de cette tournée est en mai 2009, soit presque un an et demi plus tard, au Centre Bell. En août 2008, Marie-Mai obtient un disque d'or pour avoir vendu plus d'50 000 exemplaires de cet album au Québec. Elle reçoit le Félix lors du 30e Gala de l'ADISQ, le 2 novembre 2008, dans la catégorie Album rock de l'année.
Le 24 juin 2009, Marie-Mai participe pour la première fois au Grand spectacle de la Fête nationale du Québec à Montréal, diffusé simultanément à ICI Radio-Canada Télé et à la radio. Elle y interprète notamment ses succès Mentir et Emmène-moi, une reprise de la chanson Lady Marmalade, ainsi qu'un extrait de l’hymne national officieux du Québec, Gens du pays de Gilles Vigneault. Une semaine plus tard, le 1er juillet 2009, à l'occasion des festivités de la Fête du Canada à Ottawa diffusées sur ICI Radio-Canada Télé et la chaîne anglophone CBC, la chanteuse est invitée à chanter trois de ses chansons. À l'origine, la chaîne anglophone ne prévoyait diffuser que sa première chanson, Mentir, mais CBC est finalement revenue sur sa décision après les répétitions et décide plutôt de diffuser ses trois prestations.
En 2009, Marie-Mai récolte 3 nominations au 31e Gala de l'ADISQ, soit Interprète féminine de l'année, Vidéoclip de l'année pour Emmène-moi et Site internet de l'année.

### Version 3.0(2009-2012)
Il s'agit d'un album plus personnel, certaines de ses chansons sont inspirées de son entourage : « Je fais souvent des liens avec les voyages, la vie, un décès ou des histoires vécues par des amis ou des membres de ma famille. Il y a aussi des histoires montées de toutes pièces. Je me mets dans la peau d'un personnage. » Le 22 septembre 2009, elle lance son troisième album, intitulé Version 3.0. Elle obtient un troisième disque d'or le 7 décembre 2009 pour avoir écoulé 40 000 exemplaires de cet album.
Elle mène son projet d'album anglophone parallèlement à sa carrière francophone. Elle lance son deuxième morceau anglophone, intitulé Do You, tiré de Version 3.0, le 24 mars 2010, son premier étant Take The Money sur son premier album. Le 28 février] 2010, elle fait partie de la cérémonie de clôture des Jeux olympiques d'hiver de 2010 à Vancouver en interprétant sa chanson Emmène-moi.
Le 11 juin 2010, elle se retrouve pour une troisième fois au Centre Bell. Cette même année, Marie-Mai interprète en duo avec David Usher Je repars, qui est classée plus d’un mois en tête du Top 100 BDS.
Le 6 novembre 2010, elle remporte deux Félix au gala de l'ADISQ. Un pour l'album rock de l'année et l'autre pour l'interprète féminine de l'année. Quelques semaines plus tard, le 19 novembre 2010, elle se voit remettre, sur la scène du Centre Bell (son quatrième en solo) un billet d’or, célébrant les 50 000 billets vendus de sa tournée Version 3.0. Le 8 mars 2011, elle reçoit un disque platine pour son album Version 3.0 (80 000 exemplaires vendus). Le 6 mai 2011, Marie-Mai retourne sur la scène du Centre Bell pour la cinquième fois en solo pour la dernière fois en salle avec la tournée Version 3.0. Par ailleurs, elle enregistre un morceau en duo avec le groupe Simple Plan, Jet Lag, sur l'album Get Your Heart On. Morceau qui obtiendra le prix du Groupe/duo/troupe francophone de l’année au NRJ Music Awards le 28 janvier 2012. Au mois d'août 2011, Marie-Mai termine officiellement la tournée Version 3.0[réf. nécessaire].
Le 4 septembre 2011, elle se marie à Hawaï avec Fred St-Gelais. Ils décident de chanter leurs vœux et la chanson For the first time est créée. Le 30 octobre 2011, elle remporte à nouveau deux Félix au gala de l'ADISQ. Un dans la catégorie Spectacle de l'année - Auteur-compositeur-interprète pour Version 3.0 et l'autre pour l'interprète féminine de l'année.
Le 4 novembre 2011, elle signe avec Warner Music France qui sera sa maison et son distributeur de disques en Europe[réf. nécessaire].
Le 5 avril 2012, Marie-Mai reçoit un Prix Rencontres de l'ADISQ pour être restée plus de 100 semaines dans le top ventes francophones du magazine Le Palmarès, avec son troisième opus, Version 3.0[réf. nécessaire]. Le 17 juin 2012, elle rejoint Johnny Hallyday sur la scène du stade de France pour interpréter le titre Vivre pour le meilleur[réf. nécessaire]. Elle a fait la voix de Schtroumpfette dans les films Les Schtroumpfs (2011), Les Schtroumpfs 2 (2013) et Les Schtroumpfs : le Village perdu (2017).

### Miroir(2012-2014)
Le 14 août 2012, C.O.B.R.A., le premier extrait de son quatrième album, Miroir, est lancé dans les stations radios du Québec. Il figure en tête des palmarès radios pendant 5 semaines.
Le 17 septembre 2012 Marie-Mai lance, à l'Olympia de Montréal, son quatrième album en carrière. Une semaine après avoir lancé Miroir, elle vend 22 000 exemplaires au total, est no 1 des ventes au Québec et no 2 au Canada.
La chanteuse interprète une chanson au dîner de gala et à la cérémonie d’intronisation au Temple de la renommée olympique du Canada au Centre Air Canada à Toronto, le 21 septembre 2012.
Le 12 octobre 2012, elle coanime avec Isabelle Racicot à l'émission Ça finit bien la semaine. Les invités étaient Céline Dion, Rachelle Lefèvre et Ève-Marie Lortie.
Le 17 octobre 2012, elle reçoit un disque d'or pour avoir vendu 40 000 exemplaires de l'album Miroir.
Le 28 octobre 2012 au Gala de l'ADISQ, elle remporte un 6e Félix en carrière, celui de la chanson de l'année avec Sans cri ni haine, reprise de la chanson Call Your Girlfriend de Robyn. La chanson Sans cri ni haine a trôné en tête du palmarès radio Top 100 BDS pendant 11 semaines[réf. nécessaire].
En octobre 2012, elle enregistre une reprise de Jean-Jacques Goldman, Là-bas, avec le chanteur et mannequin Baptiste Giabiconi pour l'album Génération Goldman[réf. nécessaire]. Un vidéoclip a aussi été tourné au Québec. Elle fait également partie du collectif sur le titre Famille incluant Corneille, M. Pokora, Leslie, Shy'm, Tal, Judith, Zaz, Amel Bent, Christophe Willem, Florent Mothe, Ivyrise. Un vidéoclip montrant les chanteurs en studio d'enregistrement a été dévoilé.
Le 18 janvier 2013, la Tournée Miroir démarre à Granby. Le 27 mars 2013, pour ses 10 ans de carrière, elle interprète un medley de ses principaux succès à l'émission Fidèles au poste, animée par Éric Salvail[réf. nécessaire].
Le 19 avril 2013, le musée de cire Grévin Montréal ouvre ses portes au public avec une statue de Marie-Mai. La statue sera retouchée pour davantage ressembler à la chanteuse[réf. nécessaire].
Le 25 avril 2013, Je cours, le 24e single en carrière de la chanteuse, est lancé[réf. nécessaire].
Le 1er juin 2013, elle ouvre le 26e Téléthon Opération Enfants Soleil[réf. nécessaire].
Le 24 juin 2013, elle fait partie des artistes invités pour la Fête Nationale des Québécois à Montréal aux côtés de Diane Dufresne.
Le 28 juin 2013, elle chante en duo avec Garou dans le cadre du Festival International de Jazz de Montréal[réf. nécessaire].
Le 1er juillet 2013, elle prend part aux festivités de la Fête du Canada en compagnie, notamment, de Carly Rae Jepsen[réf. nécessaire].
Le 22 juillet 2013, elle participe au concert-bénéfice pour les sinistrés de Lac-Mégantic à Lavaltrie avec 39 autres artistes. Le 31 août, elle offre un concert gratuit au Musi-Café - Série Réconfort pour les gens de Lac-Mégantic.
Le 20 août, elle adresse aux radios la chanson Différents, son 25e extrait radio en carrière et sa chanson préférée de l'album Miroir. Un vidéoclip tourné en juillet dans les rues de Montréal accompagne cet extrait.
Le 23 août, elle remporte le prix personnalité de l'année à KARV l'anti.gala pour les 10 ans du Gala dans la catégorie: Attache ta tuque, c’est lui ou elle la plus hot.
En septembre, elle reprend la Tournée Miroir (2e partie) avec une quarantaine de dates à travers le Québec, dont 2 nouvelles représentations au Centre Bell en mai 2014.
Le 28 septembre, l’album Miroir est certifié platine lors d'un spectacle à Ste-Thérèse. C’est donc la 4e certification platine qu’elle récolte en carrière.
Le 27 octobre, au Gala de l'ADISQ, elle remporte 2 Félix : celui de l'album pop de l'année pour Miroir et celui d’Interprète féminine de l'année (vote du public).
Le 21 novembre, elle reçoit une certification Billet d’Or (50 000 billets vendus) pour la tournée Miroir (sa 3e certification pour la vente de billets en carrière)[réf. nécessaire].
Les 28 et 29 novembre, elle se produit au Centre Bell pour les 9e et 10e fois en carrière.
Le 6 décembre, elle joue au Colisée de Québec pour la 2e fois en solo avec la tournée Miroir[réf. nécessaire].
Le 9 décembre, elle reçoit une plaque honorifique attestant que 2 des chansons qu'elle a composées se sont inscrites au 1er rang du palmarès BDS au cours de l'année 2013 (pour C.O.B.R.A. avec Fred St-Gelais et Nous sommes les mêmes de Marc Dupré)[réf. nécessaire].
Elle termine sa tournée Miroir avec la 100e représentation, les 2 et 3 mai 2014 au Centre Bell (11e et 12e fois en solo). De plus, elle présente ses trois chansons pour son prochain album, intitulé M avec Conscience, À bout portant et Tourner[réf. nécessaire].
Le 8 mai, elle reçoit un billet platine pour 100 000 billets vendus durant la tournée Miroir à l'émission En mode Salvail et y interprète Jamais trop tard avec Jonas et Conscience pour la première fois à la télévision[réf. nécessaire].

### La Voix(2013)
En janvier 2013, Marie-Mai participe, comme coach, à la première saison de l'émission La Voix, version québécoise de The Voice. Marie-Mai y est l’une des quatre coachs, les autres sont Ariane Moffatt, Jean-Pierre Ferland et Marc Dupré. Elle a choisi comme mentor son mari, Fred St-Gelais. Durant toute la saison, elle chante en duo avec ses candidates comme I'm Like a Bird avec Nelly Furtado lors des duels, Encore une nuit avec Cynthia Harvey, Je repars avec Jonathan Guibault et The A Team avec Jeffrey Piton lors de son passage à St-Jean-sur-Richelieu le 29 mars 2013 pour la 27e représentation de la Tournée Miroir. La candidate finaliste de Marie-Mai est Charlotte Cardin, qui perd en finale. Elle chante également Home en groupe avec les 6 derniers finalistes. Après la saison, elle déclare qu'elle ne veut pas faire la 2e saison.

### M(2014 à 2017)
Le 12 janvier 2014, elle fait partie des invités du 25e Gala Célébration de Loto-Québec. Elle y interprète Life Is A Highway et une nouvelle chanson, Rien à perdre.[réf. nécessaire]

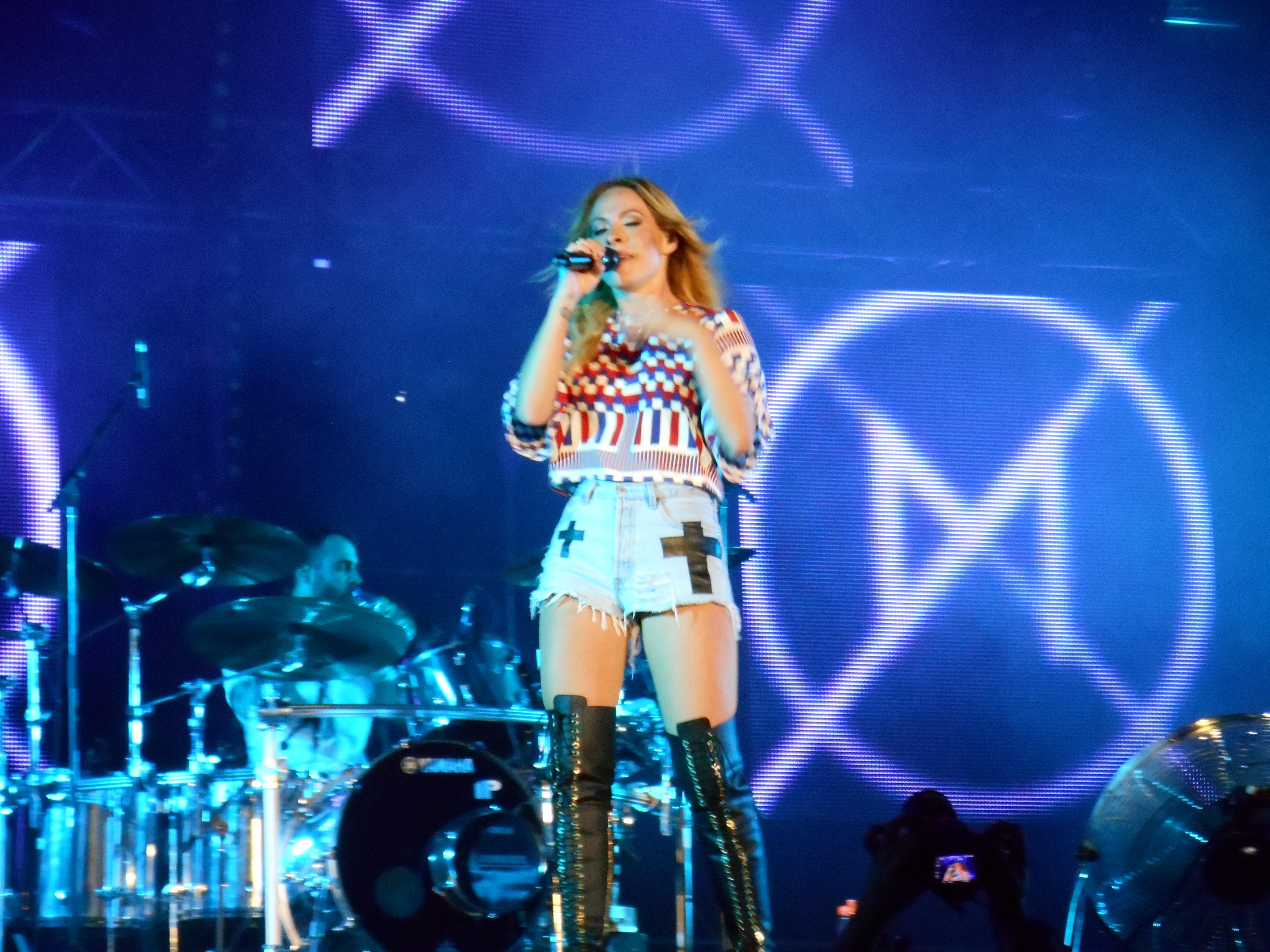
Spectacle de Marie-Mai, dans le cadre des FrancoFolies de Montréal, le 21 juin 2014

Le nouvel album est annoncé en primeur à l'émission Accès illimité qui est diffusé le 9 février 2014. Cet album M est composé de chansons originales. Le premier extrait, sorti à la radio, Jamais trop tard, est un duo avec le chanteur Jonas. On les voit performer à la télévision pour l'émission C'est ma toune à ICI Radio-Canada Télé. Au Gala Artis 2014, elle chante Say Something en duo avec Adam Cohen. Au Centre Bell, dans le cadre de la tournée Miroir où elle présente les deux dernières représentations le 2 et 3 mai 2014, elle dévoile trois chansons de son prochain album, soit Conscience, Tourner et À bout portant.
Marie-Mai lance son nouvel album le 12 mai 2014 et les trois vidéoclips, Conscience, Tourner et Indivisible, sont disponibles en même temps. L'album se vend à près de 20 000 exemplaires à la première semaine. Durant l'été 2014, elle parcourt 25 festivals au Québec avec un spectacle version spéciale 10 ans de carrière.
C'est le 7 juillet, profitant de son 30e anniversaire et la première de son film Marie-Mai Live Au Centre Bell - Traverser Le Miroir à Montréal, qu'elle reçoit son 5e disque d'Or qui est vendu 40 000 exemplaires de son album M. Le film, qui suit Marie-Mai lors de sa tournée Miroir au Centre Bell grâce à la technologie de caméras numériques Alexa, est à l'affiche le 11 juillet dans plus de 50 salles de cinéma. Le 11 août 2014, le 3e extrait de l'album M, Indivisible, est envoyé aux radios. Le 18 août 2014, une version remixée par le duo allemand Stil & Bense de la chanson Indivisible est disponible.
Le 26 août 2014, elle ouvre l'anti Gala Karv avec Conscience et remporte 2 trophées, « plus beau look sur le tapis rouge » et « Personnalité de l'année ».
Le 11 septembre 2014, la SOCAN la récompense pour le numéro 1 radio pour Jamais trop tard. Le Gala de la SOCAN remet chaque année les Prix de la chanson populaire aux auteurs-compositeurs qui sont derrière les 10 titres les plus joués de l’année sur les radios au pays.
Par la suite, elle prend une pause pour concrétiser ses projets personnels ; elle veut fonder une famille avec Fred St-Gelais.
Au Gala de l'ADISQ 2014, grâce au vote du public, elle remporte son quatrième Félix pour « l'interprète féminine de l'année ».
Le 23 décembre 2014, elle reçoit la certification « Triple platine » pour 30 000 copies vendus du DVD Marie-Mai Live Au Centre Bell - Traverser Le Miroir.
Début mars 2015 Marie-Mai et Fred St-Gelais enregistrent une reprise de Firework en direct des États-Unis pour rendre hommage aux funérailles de Richard Legault. Quatre jours plus tard et 350 000 visionnements, une campagne pour que Katy Perry voie la vidéo est en marche sur Twitter #Getit2Katy. Grâce à un échange de courriels entre l'initiateur du projet Raphaël Gendron-Martin et le gérant de Katy la mission est accomplie.
Le clip Conscience dépasse le million de visionnements.
Après 5 mois et 20 000 km en voyage aux États-Unis, c'est le 23-24 et 30 juin 2015 qu'elle chante pour une première fois aux États-Unis à Los Angeles au House of Blues Sunset Strip en concert acoustique grâce à Live Nation, devant quelques représentants de l'industrie américaine du disque et du spectacle.
Le 25 juin, elle présente une nouvelle chanson Almost avec une vidéo tournée en Californie et, le 1er juillet, elle participe à West Hollywood, au Family and Friends Canada Day Party, une fête organisée par la SOCAN.
Le 15 août 2015, elle est invitée à chanter au mariage de l'animatrice Julie Snyder et Pierre Karl Péladeau.
Du 17 décembre 2015 au 10 janvier 2016, elle s'installe au Théâtre St-Denis en résidence pour 22 spectacles en 25 jours. 10 000 billets sont vendus en 3 heures.
Fin novembre elle collabore pour la 2e fois avec le chanteur Jonas sur la pièce de Noël Christmas Calling.
Le 3 décembre 2015 elle envoie aux radios une nouvelle chanson, Je reviens, qui fera l'ouverture de son spectacle en résidence au St-Denis.
Le 7 janvier 2016 elle annonce que sa relation avec Fred St-Gelais prend fin. Le 14 janvier elle annonce une nouvelle résidence cette fois ci au Capitole de Québec 12 spectacles en mars.
Le 24 février Marie-Mai devient officiellement la première coach à être dévoilée pour La Voix Junior première édition au Québec.
Le 10 et 11 juin 2016 elle participe en tant qu'invité de son ami Marc Dupré au Centre Bell.
Le 23 juin 2016 elle anime le Grand Spectacle de la Fête Nationale à Québec sur les Plaines entourée de 22 artistes, qui sera retransmis à Télé-Québec.
Le 21 juillet 2016 elle participe à la célébration des 40 ans des jeux Olympiques de Montréal au Stade Olympique devant 25 000 spectateurs en compagnie d'Ariane Moffatt et Walk off the Earth.
Le 23 juin 2017, elle anime pour la 2e année consécutive le Grand Spectacle de la Fête Nationale à Québec sur les Plaines en compagnie d'Éric Lapointe, Daniel Bélanger, Richard Séguin, Vincent Vallières, Gregory Charles, Laurence Jalbert, Luce Dufault, Karim Ouellet, Ingrid St-Pierre, Marjo, Travis Cormier, Alexe Gaudreault et David Usher.
Le 1er juillet 2017 elle participe aux festivités du 150e anniversaire du Canada en compagnie de Louis-Jean Cormier, Lisa LeBlanc, Marie-Josée Lord, Walk Off The Earth, Patrick Watson, le Cirque du Soleil, Alessia Cara, Kinnie Starr, Gordon Lightfoot, Serena Ryder, Buffy Sainte-Marie, Dean Brody, Kelly Bado et Mike Tompkins. Au spectacle du midi elle interprète Différents mixé avec Montreal XO accompagnée de Laurence Nerbonne juste avant la prestation de Bono de U2. Le soir elle chante Comme avant au début du spectacle et plus tard Emmène-moi remix. Elle fait un trio avec Lisa LeBlanc et Serena Ryder pour interpréter Sundown version anglo-franco.
Le 24 septembre elle reprend son rôle de coach à La Voix Junior Saison 2. Elle cosigne la chanson thème Une place pour toi. Elle remporte La Voix Junior 2 avec Sydney Lallier la rappeuse de 10 ans.

### Elle et moi(2018-2020)
Le 14 janvier 2018 elle anime pour la première fois le Gala Célébration de Loto-Québec à TVA aux côtés de Davis Usher, Annie Villeneuve, Diane Tell, René et Rosalie Simard, Guylaine Tanguay et PL Cloutier
Le 9 mars 2018 elle quitte la maison de production Productions J, qui gérait sa carrière depuis 15 ans. Elle signe une entente avec Spectra Musique et Evenko.
Le 8 mai 2018 sort le titre Empire, premier extrait du 6e album qui est disponible sur iTunes le 9 mai 2018.
En juin 2018, Empire se place #1 au Top 100 BDS. C'est la cinquième fois en 15 ans de carrière que la chanteuse se hisse à la première place du classement.
La sortie de Elle et moi est prévue pour le 9 novembre 2018. Cet album devrait marquer un tournant dans la carrière de la chanteuse puisqu'il s'agira de la première fois qu'elle réalisera l'écriture et la composition seule. Il sera co-produit avec plusieurs producteurs dont l'allemand Oliver Epsom, rencontré lors de camps d'écriture à Los Angeles.
12 septembre elle lance Je décolle, le 2e extrait avec un vidéoclip
En octobre 2018, Marie-Mai et le chanteur Yann Perreault seront les hôtes de la cérémonie L'autre Gala de L'ADISQ, qui vise à récompenser les meilleurs vendeurs de disques Québécois. Marie-Mai se dit fière d'être de ce Gala et sent avoir sa place à l'animation. Elle annonce la pré-commande de l'album pour le 20 octobre à minuit et une avec la chanson titre, en collaboration avec Koriass.
À compter de janvier 2019, elle devient mentor à l'émission The Launch sur CTV en compagnie de Scott Borchetta, PDJ du label Big Machine, qui a découvert Taylor Swift. Le 13 janvier, elle anime pour la deuxième année consécutive le Gala Célébration à TVA.
Une tournée au Québec de cinquante dates est annoncée du 14 février jusqu'au 17 janvier 2020.
Le chanteur country anglo Tebey lance son duo The Good Ones avec Marie-Mai le 27 septembre 2019
Le 26 avril 2020 elle participe à l'émission spéciale Stronger Together, Tous ensemble contre la COVID-19. Elle y chante Ton histoire ainsi que Lean on me.

### Tournées et animation deBig Brother Célébrités(2021-2025)
Marie-Mai est à la tête de l'animation de la première édition de Big Brother Célébrités au Québec présenté sur les ondes de Noovo au début de l’année 2021. Elle anime également la deuxième saison en 2022. Cela lui fait gagner une Zapette d'argent, le 25 mars 2022 pour « la personnalité aux looks en or qui font jaser tous les dimanches soir à l’animation de Big Brother Célébrités ». Marie-Mai anime également la troisième saison de l’émission durant l’hiver 2023, y compris l’édition spéciale des fêtes en décembre. Elle est toujours l'animatrice durant les saisons 2024 et 2025 de l'émission, pour une cinquième saison consécutive.
Elle représente le Canada lors de l’Exposition universelle de 2020, chantant en français le 19 mars 2022.
Son conjoint David Lafleche sort un album le 7 mai 2021 auquel elle collabore et participe notamment au duo Better Run. Début juin, elle lance un duo avec Imposs, intitulé Sans lendemain (One Last Time). Elle présente le 27 juin un spectacle acoustique dans le cadre du Festivoix de Trois-Rivières en compagnie de Cœur de pirate.
Le 17 juin 2022, c’est avec la chanteuse Alexe qu’elle apparait dans la chanson En Silence.
Le 24 septembre 2022 elle anime à Toronto le gala du Panthéon des auteurs et compositeurs canadiens (Canadian Songwriters Hall of Fame).
En décembre 2022, Marie-Mai décroche son premier rôle d'actrice dans un film québécois. En effet, elle fera partie de la distribution du film de Denis Arcand, Testament. Elle va jouer le rôle de Flavie dans ce film diffusé au Canada et à l'International.
Elle interprète un personnage dans la troisième saison de la série canadienne Shoresy (en) diffusé en 2024 sur Crave.
Marie-Mai est annoncée en tant qu'artiste à la 47ième édition du festival GibFest de Sorel-Tracy. Elle performe le 17 juillet 2025 les titres de son nouvel album Sept.

## Implications sociales
En décembre 2021, elle participe à la campagne de sensibilisation contre l'intimidation « Ça finit là » et fait une vidéo où elle révèle avoir vécu de l'intimidation à cause de son trouble du déficit de l'attention avec hyperactivité (TDAH).
Elle devient marraine de Leucan le 15 février 2019. En mars 2020, elle se fait raser les cheveux au profit de Leucan et dévoile le tout dans le magazine Elle Québec

## Distinctions
| Année | Travail nommé                                                                        | Récompense             | Résultat   |
| ----- | ------------------------------------------------------------------------------------ | ---------------------- | ---------- |
| 2005  | Meilleur vidéoclip francophone pour Il faut que tu t'en ailles                       | MuchMusic Video Awards | Nomination |
| 2005  | Album de l'année - Rock pour Inoxydable                                              | Prix Félix             | Nomination |
| 2006  | Meilleur vidéoclip francophone pour Rien                                             | MuchMusic Video Awards | Nomination |
| 2007  | Artiste s'étant le plus illustré hors Québec                                         | Prix Félix             | Nomination |
| 2008  | Billet Or (50 000 billets vendus pour la tournée Dangereuse Attraction)              | ADISQ                  | Lauréat    |
| 2008  | Interprète féminine de l'année                                                       | Prix Félix             | Nomination |
| 2008  | Chanson populaire de l'année pour Mentir                                             | Prix Félix             | Nomination |
| 2008  | Album le plus vendu pour Dangereuse attraction                                       | Prix Félix             | Nomination |
| 2008  | Album de l'année - Rock pour Dangereuse attraction                                   | Prix Félix             | Lauréat    |
| 2008  | Spectacle de l'année - Auteur-compositeur-interprète pour Dangereuse attraction live | Prix Félix             | Nomination |
| 2008  | Vidéoclip de l'année pour Qui prendra ma place                                       | Prix Félix             | Nomination |
| 2008  | Prix de la chanson populaire pour Si pour te plaire                                  | SOCAN                  | Lauréat    |
| 2009  | Interprète féminine de l'année                                                       | Prix Félix             | Nomination |
| 2009  | Vidéoclip de l'année pour Emmène-moi                                                 | Prix Félix             | Nomination |
| 2010  | Interprète féminine de l'année                                                       | Prix Félix             | Lauréat    |
| 2010  | Album de l'année - Rock pour Version 3.0                                             | Prix Félix             | Lauréat    |
| 2010  | Album de l'année - Meilleur vendeur pour Version 3.0                                 | Prix Félix             | Nomination |
| 2010  | Chanson populaire de l'année pour C'est moi                                          | Prix Félix             | Nomination |
| 2011  | Billet Or (50 000 billets vendus pour la tournée Version 3.0)                        | ADISQ                  | Lauréat    |
| 2011  | Interprète féminine de l'année                                                       | Prix Félix             | Lauréat    |
| 2011  | Spectacle de l'année - Auteur-compositeur-interprète pour Version 3.0                | Prix Félix             | Lauréat    |
| 2011  | Chanson populaire de l'année pour Comme avant                                        | Prix Félix             | Nomination |
| 2011  | Chanson populaire de l'année pour Je repars                                          | Prix Félix             | Nomination |
| 2012  | Duo francophone de l’année pour Jet Lag                                              | NRJ Music Award        | Lauréat    |
| 2012  | Prix de la chanson populaire pour Comme avant et Si on changeait                     | SOCAN                  | Lauréat    |
| 2012  | Chanson populaire de l'année pour Sans cri ni haine                                  | Prix Félix             | Lauréat    |
| 2013  | Billet Or (50 000 billets vendus pour la tournée Miroir)                             | ADISQ                  | Lauréat    |
| 2013  | Album de l'année - Pop pour Miroir                                                   | Prix Félix             | Lauréat    |
| 2013  | Interprète féminine de l'année                                                       | Prix Félix             | Lauréat    |
| 2013  | Album de l'année - Meilleur vendeur pour Miroir                                      | Prix Félix             | Nomination |
| 2013  | Chanson populaire de l'année pour C.O.B.R.A.                                         | Prix Félix             | Nomination |
| 2013  | Spectacle de l'année - Auteur-compositeur-interprète pour Miroir                     | Prix Félix             | Nomination |
| 2014  | Billet Platine (100 000 billets vendus pour la tournée Miroir)                       | ADISQ                  | Lauréat    |
| 2014  | Interprète féminine de l'année                                                       | Prix Félix             | Lauréat    |
| 2014  | Prix de la chanson populaire pour Nous sommes les mêmes                              | SOCAN                  | Lauréat    |
| 2014  | Auteurs-Compositeurs de l'année (avec Fred St-Gelais)                                | SOCAN                  | Lauréat    |
| 2015  | Interprète féminine de l'année                                                       | Prix Félix             | Nomination |
| 2015  | Album pop de l'année pour M                                                          | Prix Félix             | Nomination |
| 2015  | Album de l'année - Meilleur vendeur pour M                                           | Prix Félix             | Nomination |
| 2015  | Prix de la chanson populaire avec Jamais trop tard                                   | SOCAN                  | Lauréat    |
| 2016  | Interprète féminine de l'année                                                       | Prix Félix             | Lauréat    |
| 2016  | Spectacle de l'année - Auteur-compositeur-interprète pour sa Résidence               | Prix Félix             | Nomination |
| 2019  | Meilleure émission produite médias numériques: Marie-Mai: Ma façon d’exister         | Prix Gémeaux           | Nomination |
| 2019  | Album de l'année pop: Elle et moi                                                    | Prix Félix             | Nomination |
| 2019  | Interprète féminine de l'année                                                       | Prix Félix             | Nomination |
| 2020  | Interprète féminine de l'année                                                       | Prix Félix             | Nomination |

## Discographie

### Singles
| Année | Single                                                                                            | Vidéoclip | Meilleure position | Meilleure position | Album                   |
| Année | Single                                                                                            | Vidéoclip | Québec             | France             | Album                   |
| ----- | ------------------------------------------------------------------------------------------------- | --------- | ------------------ | ------------------ | ----------------------- |
| 2004  | Il faut que tu t'en ailles                                                                        | Oui       | 3                  | 66                 | Inoxydable              |
| 2005  | Tu t'en fous                                                                                      | Oui       | 16                 | —                  | Inoxydable              |
| 2005  | Encore une nuit                                                                                   | Oui       | 4                  | —                  | Inoxydable              |
| 2005  | Rien                                                                                              | Oui       | 2                  | —                  | Inoxydable              |
| 2006  | Rien (version remixée)                                                                            | Oui       | —                  | —                  | Inoxydable              |
| 2006  | Chanson pour hier et demain                                                                       | Non       | 12                 | —                  | Inoxydable              |
| 2006  | Tous les chemins                                                                                  | Non       | 9                  | —                  | Inoxydable              |
| 2007  | Qui prendra ma place                                                                              | Oui       | 4                  | —                  | Dangereuse attraction   |
| 2007  | Mentir                                                                                            | Oui       | 4                  | —                  | Dangereuse attraction   |
| 2008  | Emmène-moi                                                                                        | Oui       | 6                  | 18                 | Dangereuse attraction   |
| 2008  | Avec elle                                                                                         | Non       | 8                  | —                  | Dangereuse attraction   |
| 2009  | Dangereuse attraction                                                                             | Non       | 7                  | —                  | Dangereuse attraction   |
| 2009  | Mille jours                                                                                       | Non       | 10                 | —                  | Dangereuse attraction   |
| 2009  | Ici maintenant                                                                                    | Non       | —                  | —                  | Dangereuse attraction   |
| 2009  | C'est moi                                                                                         | Oui       | 2                  | —                  | Version 3.0             |
| 2009  | Déjà loin                                                                                         | Oui       | 5                  | —                  | Version 3.0             |
| 2010  | J'attendrai mon tour                                                                              | Oui       | 6                  | —                  | Version 3.0             |
| 2010  | Do You                                                                                            | Non       | 13                 | —                  | Version 3.0             |
| 2010  | Je repars (duo avec David Usher)                                                                  | Oui       | 1                  | —                  | The Mile End Sessions   |
| 2010  | Garde tes larmes                                                                                  | Non       | 8                  | —                  | Version 3.0             |
| 2011  | Comme avant                                                                                       | Oui       | 1                  | —                  | Version 3.0             |
| 2011  | Plaisirs amers                                                                                    | Non       | 41                 | —                  | Version 3.0             |
| 2012  | J'attendrai mon tour                                                                              | Oui       | 6                  | —                  | Version 3.0             |
| 2012  | Sans cri ni haine                                                                                 | Non       | 1                  | —                  | Miroir                  |
| 2012  | C.O.B.R.A.                                                                                        | Oui       | 1                  | —                  | Miroir                  |
| 2012  | Jamais ailleurs                                                                                   | Non       | 2                  | —                  | Miroir                  |
| 2012  | Je cours (remixé pour la France)                                                                  | Non       | —                  | —                  | Miroir                  |
| 2013  | Là-bas (duo avec Baptiste Giabiconi)                                                              | Oui       | 13                 | —                  | Génération Goldman      |
| 2013  | Je cours                                                                                          | Oui       | 2                  | —                  | Miroir                  |
| 2013  | Différents                                                                                        | Oui       | 3                  | —                  | Miroir                  |
| 2014  | Jamais trop tard                                                                                  | Oui       | 1                  | —                  | M                       |
| 2014  | Conscience                                                                                        | Oui       | 5                  | —                  | M                       |
| 2014  | Indivisible                                                                                       | Oui       | 15                 | —                  | M                       |
| 2015  | À bout portant (versions acoustique et album)                                                     | Oui       | 11                 | —                  | M                       |
| 2015  | Tourner                                                                                           | Oui       | 20                 | —                  | M                       |
| 2016  | L'amour a pris son temps (avec Groenland, Louis-Jean Cormier, Marie-Pier Arthur et Fred Pellerin) | Non       | 4                  | —                  | La Guerre des tuques 3D |
| 2016  | Je reviens                                                                                        | Oui       | 4                  | —                  | Spectacle au St-Denis   |
| 2016  | Black Black Heart (v.f.) (duo avec David Usher)                                                   | Non       | 2                  | —                  |                         |
| 2017  | Une place pour toi                                                                                | Non       | —                  | —                  | La Voix Junior          |
| 2018  | Empire                                                                                            | Oui       | 1                  | —                  | Elle et moi             |
| 2018  | Je décolle                                                                                        | Oui       | 5                  | —                  | Elle et moi             |
| 2019  | Exister                                                                                           | Oui       | 11                 | —                  | Elle et moi             |
| 2019  | Élever                                                                                            | Oui       | 17                 | —                  | Elle et moi             |
| 2019  | The Good Ones (duo avec Tebey)                                                                    | Oui       | —                  | —                  |                         |
| 2020  | Sans lendemain (One Last Time, duo avec Imposs)                                                   | Oui       |                    |                    |                         |
| 2021  | Sous les rivières (duo avec Amay Laoni)                                                           | Oui       |                    |                    |                         |
| 2022  | Thinkin' We're In Love (duo avec Tyler Rich)                                                      |           | 5                  |                    |                         |
| 2023  | Pour toi                                                                                          | Oui       | 9                  |                    |                         |
| 2023  | Wicked Ways                                                                                       | Oui       |                    |                    |                         |
| 2024  | Noir sur noir                                                                                     | Non       | 9                  |                    | Sept                    |
| 2024  | Sur le plancher                                                                                   | Non       | 3                  |                    | Sept                    |
| 2024  | Tout le monde a ses raisons                                                                       | Non       |                    |                    | Sept                    |
| 2025  | Pas prévu                                                                                         |           |                    |                    | Sept                    |
| 2025  | Picture (v.f.) duo avec Clément Jacques                                                           |           |                    |                    |                         |

### Contributions pour d'autres artistes
Marie-Mai et Fred St-Gelais forment un duo de compositeurs.
- 2008 : Si pour te plaire avec Marc Dupré
- 2010 : Je repars avec David Usher (Traduction)
- 2011 : Si on changeait avec Marc Dupré
- 2011 : Univers avec Les B.B.
- 2013 : Répondez-moi avec David Usher (Traduction)
- 2013 : Lettre à une oubliée avec Marc Dupré
- 2013 : Nous sommes les mêmes avec Marc Dupré (Chanson de l'année 2013 à l'ADISQ)
- 2013 : J'attends avec Charlotte Cardin-Goyer (La voix)
- 2016 : Je souris avec Cynthia Harvey (La Voix)

Collaborations avec David Laflèche :
- 2018 : Album de Andy Bast
- 2021 : album Everyday Son de David Laflèche
- 2024 : chanson Les Marées[97]

Avec d’autres artistes :
- 2011 : Love Me Tender, avec Elvis Presley (vidéoclip, single classé 32e au Québec)
- 2011 : Jet lag, avec Simple Plan pour leur album (vidéoclip, single classé 11e en France[98] et 2e au Québec)
- 2021 : En silence, avec Alexe (single, vidéoclip)

### Bandes sonores de films
- 2007 : Love Has Gone Wrong dans Nitro
- 2010 : Your Favorite Killer dans L'appât[99]
- 2015 : Je suis le vent / I am the wind dans La Guerre des tuques 3D[100]
- 2015 : L'amour a pris son temps en duo avec Louis-Jean Cormier, Groenland, Marie-Pierre Arthur et Fred Pellerin dans La Guerre des tuques 3D[100]
- 2019: Uglydolls le film (Bande sonore avec Koriass)
- 2023: La nuit tombe tiré du film Le purgatoire des intimes ( long métrage de Philippe Cormier)[101]

## Filmographie et Animations télévisées
- 2003 : Star Académie 2003 (TVA) : académicienne
- 2005 : Caméra Café (TVA) : Stéphanie
- 2007 : Nitro de Alain DesRochers : Love Has Gone Wrong (voix chantée)
- 2008 : Des kiwis et des hommes (ICI Radio-Canada Télé) : chroniqueuse musicale
- 2008 : Ramdam (Télé-Québec) : Un million d'années (voix chantée)
- 2008 : KARV, l'anti.gala (VRAK.TV) : Animatrice
- 2008 : Fan Club (VRAK.TV) : chanson du générique (voix chantée)
- 2009 : Match des étoiles de la LNH à Montréal (chaînes canadiennes et américaines) : Do You (voix chantée)
- 2009 : Grand spectacle de la Fête nationale du Québec à Montréal (ICI Radio-Canada Télé) : voix chantée
- 2009 : Les auditions de Star Académie : Tous ceux qui veulent changer le monde (chanson du générique, voix chantée)
- 2009 : La Petite Séduction (ICI Radio-Canada Télé) : elle-même
- 2009 : La classe de 5e (TVA) : chanson du générique (voix chantée)
- 2010 : Cérémonie de clôture des Jeux olympiques d'hiver de 2010 à Vancouver (chaînes mondiales) : Emmène-moi (voix chantée)
- 2010 : L'Appât de Yves Simoneau : Your Favorite Killer (voix chantée)
- 2011 : Les Schtroumpfs de Raja Gosnell : la Schtroumpfette (voix francophone canadienne)
- 2012 : Ça finit bien la semaine : coanimatrice (1 épisode)
- 2013 : La Voix : Coach
- 2013 : Grand spectacle de la Fête nationale du Québec à Montréal (ICI Radio-Canada Télé)  : voix chantée
- 2013 : Les Schtroumpfs 2 de Raja Gosnell : la Schtroumpfette (voix francophone canadienne)
- 2016 : La Voix Junior : Coach
- 2016 : Fête nationale sur les plaines d'Abraham : Animatrice
- 2017 : Les Schtroumpfs : le Village perdu de Kelly Asbury : la Schtroumpfette (voix francophone canadienne)
- 2017 : Fête nationale sur les plaines d'Abraham : Animatrice
- 2018 : Gala Célébration 2018 : Animatrice
- 2018 : L'autre Gala de L'ADISQ avec Yann Perreau : Animatrice
- 2018 : Canada's Walk of Fame Awards (CTV) : Prestation
- 2019 : Gala Célébration 2019 : Animatrice
- 2019 : The Launch 2e saison (CTV) : Juge
- 2019 : Uglydolls : Moxy (Voix et voix chantée + bande sonore)
- 2020 : Gala Célébration 2020 : Animatrice
- 2020 : Chez Marie-Mai (Magazine de rénovation)
- 2021-2025 : Big Brother Célébrités (Noovo) : animatrice
- 2023 : Accro: troubles de dépendances (Documentaire)[102]
- 2023 : Testament de Denys Arcand: Flavie [103]
- 2024 : Saison 3 de la série Shoresy (en)[79]
- 2024: Quel Talent! (Got talent) (Juge)[104]